# 在日本ルーマニア商工会議所
在日本ルーマニア商工会議所（ルーマニア語: Camerei de Comerț și Industrie a României în Japonia、英語: Romanian Chamber of Commerce and Industry in Japan、略称: RoCCIJa）は、日本とルーマニアのビジネス界を結ぶ交流機関として、2014年5月14日に創立された在日外国商工会議所。
創立者の酒生文弥が会頭、常務理事を務めているほか、ステファン・スタンが副会頭、常務理事を務めている。また、名誉会頭に日本ルーマニア友好議員連盟会長で自民党衆議院議員の谷垣禎一、顧問に日本ルーマニア友好議員連盟副会長で自民党衆議院議員の逢沢一郎がいる。